# Xiluodu-Talsperre
Die Xiluodu-Talsperre (chinesisch 溪洛渡水电站) liegt auf der Grenze zwischen den Provinzen Sichuan und Yunnan in Südwestchina im Jinsha Jiang (chin. Bezeichnung für den Oberlauf des Jangtsekiang) und ist eine Doppelbogenstaumauer mit zugehörigem Wasserkraftwerk. Erstellt wurde sie in der Nähe von Yongshan, einem Kreis der bezirksfreien Stadt Zhaotong, im Nordosten der chinesischen Provinz Yunnan.
Die Staumauer ist mit einer Höhe von 278 m eine der höchsten Talsperren der Erde. Mit einer Nennleistung von 13,86 GW war Xiluodu bis zur Inbetriebnahme der Baihetan-Talsperre das zweitgrößte Wasserkraftwerk in China und das drittgrößte weltweit.

## Projekt

### Vorgeschichte
Die Xiluodu-Talsperre ist ein weiteres Wasserkraftwerk, das China dringend benötigte elektrische Energie liefern soll. Umweltschonende Energiequellen wie Wasser, Wind und Sonne werden in China stark gefördert. (Hauptartikel: Erneuerbare Energien in China)
Xiluodu soll verhindern helfen, dass der Stausee der Drei-Schluchten-Talsperre durch zu hohen Sedimenteintrag belastet wird. Erwartet wird die Verringerung der Sedimentfracht um ein Drittel. Zudem soll die Talsperre Verbesserungen bei der Bewässerung, dem Hochwasserschutz wie auch der Schiffbarmachung des Jangtse unterhalb der Talsperre ermöglichen.

### Bauverlauf
Die China Three Gorges Corporation (CTG) erhielt vom chinesischen Staat den Auftrag für die Planung und den Bau des Kraftwerkes.
Kurz vor dem geplanten Baubeginn wurde im Januar 2005 das Projekt durch die staatliche Umweltschutzbehörde (SEPA) zunächst gestoppt. Die SEPA war mit der eingereichten Umweltverträglichkeitsprüfung nicht einverstanden. Das Projektgelände befinde sich in einem Fischreservat und erdbebengefährdeten Gebiet. Um die Baugenehmigung zu erhalten, seien Erhaltungsmaßnahmen erforderlich.
Mit den Bauarbeiten an der Doppelbogenstaumauer konnte im Dezember 2005 begonnen werden. Nach dem Bauzeitenplan wurde der Fluss im November 2007 abgesperrt. Im 2009 wurde entschieden, die Staumauer auf 285,5 Meter zu erhöhen. Dies erforderte einige Konstruktionsänderungen und führte zu erheblichen Mehrkosten. Im Juni 2013 war die Staumauer und das Kraftwerk soweit fertiggestellt und die erste Turbine für den Probelauf bereit.
Nach Abschluss der Testphase wurde am 16. Juli 2013 das Kraftwerk Xiluodu mit vorerst einer Turbine offiziell in Betrieb genommen. Mit der Inbetriebnahme der letzten der 18 Turbinen im Juni 2014 hatte das Kraftwerk eine Nennleistung von 13,86 Gigawatt. Damit ist Xiluodu das drittgrößte Wasserkraftwerk in China.

### Kosten
Die Gesamtkosten der Xiluodu-Talsperre lagen bei ca. 7,36 Mrd. US$.
Die Kosten der Übertragungsleitungen beliefen sich auf 3,9 Mrd. US$.

### Technische Daten
- Bauart: Doppelbogenstaumauer aus Beton
- Bauzeit:
  - Dezember 2005 bis 2007 Hangsicherungen und Verbauungen im Flusslauf im Bereich der Staumauer soweit erstellt, dass im November der Fluss gestaut werden konnte
  - 2009 wurde entschieden, die Staumauer bis auf 285,5 m zu erhöhen
  - bis 2013 wurde in der linken und rechten Bergseite je ein Kraftwerk mit Turbinenhaus für neun Turbinen erstellt
  - Am 31. Juli 2013 Aufnahme der Stromproduktion mit dem ersten Turbinengenerator von Voith
  - Im Juni 2014 Fertigstellung der kompletten Anlage. Alle 18 Turbinen in Betrieb.
- Länge des Absperrbauwerkes: 698 m
- Höhe des Absperrbauwerkes über Gründungssohle: 285,5 m
- Höhe des Absperrbauwerkes über Talsohle: 278 m
- Höhe der Mauerkrone: 610 m über dem Meeresspiegel
- Normales Stauziel: 600 m über dem Meeresspiegel
- Staukapazität für Hochwasser: 4,65 Mrd. m³
- Gesamtstauraum: 12,67 Mrd. m³
- Wasseroberfläche: 140 km²
- Stauseelänge (bei Stauziel): 200 km
- Stauseebreite (bei Stauziel): im Mittel circa 700 m
- Hochwasserüberläufe: 7 bei der Mauerkrone, 8 in Grundnähe
- HWE-Bemessungsdurchfluss: 48.926 m³/s
- Nennleistung: 13,86 GW
- Anzahl der Turbinen mit 767 Megawatt: 15
- Anzahl der Turbinen mit 784 Megawatt: 3
- Verwendete Turbinen: Francis-Turbinen
- Regelarbeitsvermögen: 55,2 TWh im J. 2015
- Überflutetes Gebiet bei normalem Wasserstand: 3.000 ha
- Umgesiedelte Personen: circa 180.000
- Bauvolumen:
  - Beton: 16,72 Mio. m³ für die gesamte Anlage, davon 6,8 Mio. m³ für die Staumauer

Angaben zum Teil entnommen aus:

## Nach Fertigstellung
Nach Bauabschluss wurde der Betrieb der Anlage an die CTG übertragen, vor 2009 China Three Gorges Corporation (CTG) genannt. Die CTG erhielt vom chinesischen Staat die Aufträge zum Bau der Baihetan- und der Wudongde-Talsperre. 2013 waren die Bauarbeiten bereits weit fortgeschritten.

### Energiegewinnung

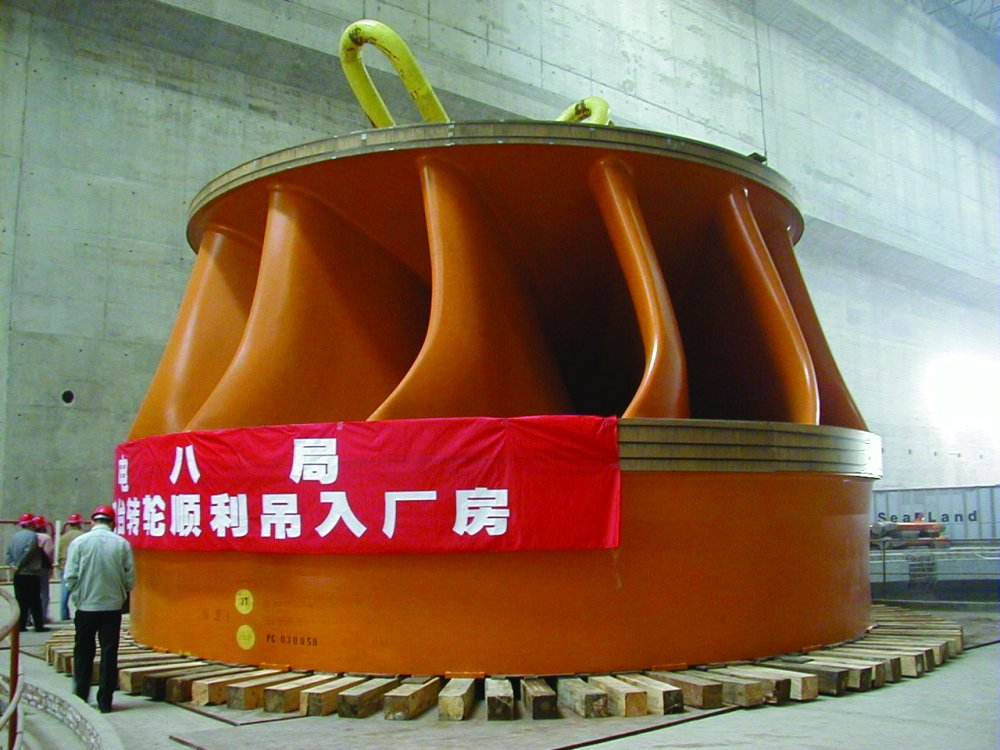
Laufrad einer Francis-Turbine

Das Kraftwerk verfügt über insgesamt 18 Francis-Turbinen. 15 davon (Chinesisches Fabrikat) erbringen eine Leistung von jeweils 767 MW.
Die Firma Voith lieferte drei Generator-Turbinen-Einheiten. Diese geben eine Leistung von jeweils 784 MW ab. Die zugehörigen luftgekühlten Generatoren haben eine gemessene Leistung von jeweils 855,6 MVA und waren die leistungsstärksten, die von Voith bis dato hergestellt wurden. Der Rotor eines Generators wiegt 1.350 t, hat einen Durchmesser von 13,7 m und eine Höhe von 4 m.
Das Regelarbeitsvermögen des Kraftwerks mit der Nennleistung von 13,86 GW betrug im Jahr 2015 55,2 TWh elektrischer Energie.
Durch das Wasserkraftwerk kann die Verstromung von etwa 41 Millionen Tonnen Kohle und rund 150 Millionen Tonnen Kohlendioxid pro Jahr vermieden werden.

### Energieübertragung
Die Maschinen befinden sich in zwei unterirdischen Kavernen. Von dort führen gasisolierte Rohrleiter (GIL) durch senkrechte Schächte zu den Umspannwerken an der Oberfläche. Die von Siemens installierten sieben GIL stellen mit 550 kV, 4500 A und einer Länge von 620 m einen Rekord für GIL dar.
Die Energie wird mittels zwei HGÜ-Leitungen abgeführt. Die erste führt in die Provinz Zhejiang ins Netz der State Grid Corporation of China, hat eine Länge von 1.680 km und eine Übertragungskapazität von 8 GW. Die zweite führt in die Provinz Guangdong ins Netz von China Southern Power Grid, hat eine Länge von 1.286 km und eine Übertragungskapazität von 6,4 GW.

### Ökologische Auswirkungen
Die Eutrophierung und Algenblüte im mittlerweile langsam fließenden Jangtsekiang nimmt hauptsächlich in den Stauseen zu. Das im Fluss transportierte Sediment scheidet gelöstes Phosphor aus. Dieses beeinflusst die Algenbildung, was wiederum die Pflanzen und Tierwelt im Wasser schädigt.
Das hinter der Staumauer abgelagerte Sediment muss jährlich ausgespült werden. Hierzu werden die 8 Hochwasserabläufe am Grunde zur Sedimentspülung geöffnet.
Tier- und Naturschützer befürchten durch den Bau der diversen Wasserkraftwerke am Jangtsekiang eine Verschlechterung der Wasserqualität. Die Kritiker sind überzeugt, dass sich Gifte aus Müllhalden und Fabriken im Wasser lösen werden. Dazu kommt das Methangas, das durch die Verrottung der Vegetation der überfluteten Gebiete entsteht. Durch die Staumauern verringert sich die Fließgeschwindigkeit. Dadurch haben diese Stoffe eine längere Verweilzeit, der Gehalt der Giftstoffe nimmt zu und die Wasserqualität verschlechtert sich. Dies führe zum Aussterben teils schon bedrohter Fischarten. Um diese zu schützen, wird ein Reservat in einem abgesperrten Flussarm des Jangtse gefordert.
Am Jangtsekiang gibt es keine staatlich geregelte Müllentsorgung. Die mehr als 150 Millionen am Fluss lebende Menschen werfen anfallenden Unrat sorglos in den Fluss. Die zunehmende Verschmutzung sammelt sich dann vor den Staumauern.
Der Chinesische Staat stellte Geld für 140 Kläranlagen, die entlang des Jangtsekiang erstellt werden sollen, zur Verfügung. Die Gelder wurden von den jeweiligen Verwaltungsbehörden teilweise zweckentfremdet und der Bau der notwendigen Anlagen ausgesetzt. Erstellte Anlagen wurden wegen der zu erwartenden Unterhaltskosten nicht in Betrieb genommen.

### Zwangsumsiedlung
Wegen des Baus der Talsperre mussten etwa 180.000 Menschen umgesiedelt werden. Die Flutung des Stausees ließ Städte, Dörfer, Täler und Schluchten in den Wassermassen verschwinden. Es wurden 370 km neue Straßen angelegt und 13 neue Städte erbaut. Der Lebensstandard von 60.000 Umgesiedelten Personen verbesserte sich erheblich. In Fischzuchtanlagen werden Fische für die Wiederaussetzung gezüchtet.

### Sicherheitsrisiken
Chinesische Geologen bringen die immer häufiger auftretenden Erdbeben mit den Stauseen der Wasserkraftwerke in Verbindung. Yang Yong, ein unabhängiger Geologe, studiert seit 30 Jahren den Jangtse und die Flüsse Yunnans. Er bringt das Ludian-Erdbeben vom 3. August 2014 im Niulan-Flusstal mit den in der Nähe liegenden Talsperren Tianhuaban (7 km entfernt) und Xiluodu (10 km entfernt) in Verbindung. Bei dem Beben der Stärke 6,5 auf der Richterskala starben über 600 Menschen und circa 80.000 Häuser wurden zerstört.
Noch vor dem Beginn der Testphase des ersten Generators (28. bis 31. Juli 2013) ereignete sich in der Provinz Yunnan ein gigantischer Erdrutsch. Am 27. Juli 2013 um 17 Uhr lösten sich auf 200 m Breite und 250 m Höhe die Erdschichten und circa 120.000 Kubikmeter Material stürzten in den gefluteten Stausee. Dadurch entstanden am gegenüberliegenden Ufer Tsunami-Wellen von bis zu 20 m Höhe. Mindestens 12 Personen kamen durch die Wellen ums Leben. Darunter fünf Jugendliche im Alter zwischen 13 und 16 Jahren.

## Filme
- CTG: Xiluodu Great. YouTube World largest arch dam——Xiluodu Dam溪洛渡水电站. Video ohne Worte. Abgerufen am 10. Januar 2019
- CCTV+: China's 2nd-largest Hydropower Station Wins Global Recognition. Video mit Untertitel in Englisch. Abgerufen am 16. Januar 2019